# Christian Järdler
Christian André Järdler (Ängelholm, 3 giugno 1982) è un allenatore di calcio ed ex calciatore svedese, di ruolo difensore.

## Biografia
È figlio di Ingemar Järdler, ex giocatore dell'Halmstad nel corso degli anni '70.

## Carriera

### Giocatore
Dopo aver debuttato in prima squadra nella quarta serie nazionale con la maglia dell'Ängelholm, si è trasferito all'Helsingborg nel 2000 all'età di 17 anni. Il suo esordio nel campionato di Allsvenskan è avvenuto due anni più tardi, nel 2002, quando l'allora tecnico Sören Cratz ha iniziato ad utilizzarlo al posto di Michael Hansson il quale si era infortunato al legamento crociato.
Impostosi come terzino sinistro titolare, ha lasciato i rossoblu nel luglio del 2015 con il trasferimento al Gençlerbirliği, club di Ankara che era reduce dal quinto posto nella Türkiye 1.Lig dell'annata appena conclusa. La parentesi turca di Järdler, condivisa con il connazionale difensore Fredrik Risp, è durata tuttavia solo 12 partite.
Nel gennaio del 2006, infatti, è tornato a far parte di una squadra svedese, il Malmö FF, che in quei giorni aveva ceduto il terzino Joseph Elanga. Durante l'Allsvenskan 2006, tuttavia, Järdler è riuscito a collezionare solo una presenza, poiché nella sfida contro l'Hammarby si è scontrato con il compagno di squadra Raoul Kouakou e ha riportato una grave commozione cerebrale, la rottura della mascella e lo schiacciamento dell'osso occipitale. Durante la sua assenza, ha iniziato a trovare spazio il futuro giocatore della nazionale svedese Behrang Safari. Järdler è tornato in campo nella stagione 2007, pur continuando ad avvertire dolore fisico.
Prima dell'inizio dell'Allsvenskan 2009, nonostante avesse un anno di contratto rimasto con il Malmö FF, ha chiesto e ottenuto di essere ceduto all'Halmstad. Qui è rimasto per quelli che sono stati gli ultimi cinque anni della sua carriera da calciatore, trascorsi tutti in Allsvenskan, ad eccezione dell'annata trascorsa nella Superettan 2012. Si è ritirato dal calcio giocato nel settembre del 2013 all'età di 31 anni, complice il costante mal di testa che egli si portava dietro dall'incidente di gioco di sette anni prima, il quale lo aveva costretto – tra l'altro – a rimanere fuori causa per cinque mesi anche durante la stagione 2011.

### Allenatore
Già nel 2012, quando ancora era un giocatore dell'Halmstad, Järdler ha iniziato ad essere allo stesso tempo anche l'allenatore della sezione femminile dell'Ängelholm in Division 4. Nel 2014 ha assunto il controllo della formazione Under-19 maschile dello stesso Ängelholm, mentre il 3 luglio 2015 è stato chiamato a sostituire l'esonerato Joakim Persson nel ruolo di capo allenatore della prima squadra militante in Superettan. Ha l'incarico al termine della stagione 2016, anche in virtù della situazione economica della società gialloblu, retrocessa in Division 1 e gravata da pesanti debiti al punto tale da annunciare l'avvio delle procedure di fallimento.
La sua carriera da allenatore è proseguita inizialmente all'IFK Värnamo, che proprio nella stagione 2017 ha ottenuto il miglior piazzamento di sempre con il sesto posto nella Superettan 2017. L'anno successivo è rimasto in Superettan passando però sulla panchina dell'Öster, con cui ha avuto anche un ruolo dirigenziale – oltre a quello di allenatore – a seguito della partenza del direttore sportivo Matias Concha avvenuta già prima dell'inizio del campionato 2018. Il 29 luglio 2019, con la squadra ultima in classifica con una sola vittoria all'attivo in 16 giornate, Järdler è stato esonerato dal ruolo di capo allenatore.
Nella stagione 2020 è stato assistente di Marcus Lantz al Mjällby, squadra che ha disputato da neopromossa l'Allsvenskan 2020. Con l'addio dello stesso Lantz nonostante la salvezza ottenuta con largo anticipo, Järdler è stato promosso a capo allenatore a partire dalla stagione 2021. Il 3 agosto 2021, tuttavia, è stato esonerato: i gialloneri in quel momento erano penultimi in classifica dopo 13 giornate, con una striscia aperta di 5 sconfitte consecutive.
Dopo aver iniziato la stagione 2022 con il ruolo di assistente di Axel Kjäll sulla panchina dell'Örebro (seconda serie nazionale), ad agosto è stato promosso a capo allenatore per volontà dello stesso Kjäll, il quale ricopriva anche un ruolo dirigenziale. A fine campionato, la squadra è riuscita ad evitare la retrocessione con un decimo posto. Dopo aver chiuso sia la Superettan 2023 che la Superettan 2024 all'undicesimo posto, a fine stagione ha lasciato gli incarichi di allenatore e di direttore sportivo ad interim, con la società che ha espresso la necessità di un cambiamento.
Dal gennaio 2025 è a capo del settore giovanile dell'Öster.